# ناصر عبد الله الشمري
ناصر عبد الله غدنان روضان الشمري من مواليد دولة الكويت في عام 1965، شارك في الانتخابات البرلمانية السادسة عشر 2012 في تاريخ الكويت، والتي أجريت في 1 ديسمبر 2012، وفاز بعضوية مجلس الامة الكويتي ديسمبر 2012 المُبطل بحكم المحكمة الدستورية، عن الدائرة الخامسة، وحصل على المركز العاشر بـ520 صوت وفاز بالانتخابات، وهو حاصل على دبلوم اتصالات وكان يعمل في وزارة المواصلات.

## أبرز مواقفه في مجلس الأمة
| الكتل                                          | مستقل، قبلي |
| إحالة استجواب احمد الحمود إلى التشريعية (2013) | موافق       |
| المداولة الأولى لإسقاط الفوائد (2013)          | موافق       |
| التصويت على مرسوم الصوت الواحد (2013)          | غير موجود   |
| تأجيل استجواب الأذينة (2013)                   | موافق       |
| قانون مكافحة الإرهاب وغسل الأموال (2013)       | موافق       |